# طرح‌واره مفهومی
یک طرح‌واره مفهومی (به انگلیسی: conceptual schema) یک توصیف سطح بالا از «نیازهای اطلاعاتی» برای «طراحی یک پایگاه داده» است. طرح‌واره مفهومی معمولاً شامل مفاهیم اصلی و روابط اصلی بین آن مفاهیم است. «طرح‌واره مفهومی» همان جرقه اولین است که با اولین دید، و بدون جزییات کافی برای ساخت یک پایگاه داده واقعی، به ذهن می‌رسد. این مرحله، «ساختار» کل پایگاه داده را برای گروهی از کاربران توصیف می‌کند. مدل مفهومی، نوعی مدل داده است که از آن می‌توان برای توصیف «طرح‌واره مفهومی» در زمان پیاده‌سازی یک سامانه پایگاه داده استفاده کرد. این نوع طرح‌واره‌ها جزییات درونی ذخیره‌ساز فیزیکی را پنهان سازی می‌کنند، و هدفشان را روی توصیف موجودیت‌ها، انواع داده، روابط، و محدودیت‌ها قرار می‌دهند.

## بررسی اجمالی
یک طرح‌واره مفهومی یا یک مدل داده مفهومی نوعی تناظر مفاهیم و روابط آنها است که برای پایگاه‌های داده از آن استفاده شده‌است. این طرح‌واره، معنای یک سازمان را توصیف می‌کند، و نمایش دهنده «یک رشته ادعا» در مورد طبیعت آن است. مخصوصاً این روش توصیف کننده موارد با اهمیت برای یک سازمان (کلاس موجودیت) که دربارهٔ آن می‌خواهیم اطلاعات جمع کنیم، و مشخصات آن (ویژگی‌ها) و ارتباط‌هایی بین جفت‌های آن اشیای دارای اهمیت است (رابطه‌ها).
به دلیل آنکه یک طرح‌واره مفهومی نمایش دهنده معنای یک سازمان است، و یک طراحی پایگاه داده نیست، می‌تواند در مراحل مختلفی از انتزاع وجود داشته باشد. معماری اصلی انسی (ANSI) با چهار طرح‌واره، با مجموعه ای از طرح‌واره‌های خارجی شروع شد، که هر طرح‌واره نمایش دهنده دید هر فرد دربارهٔ جهان اطرافش بود. این طرح‌واره‌ها به یک طرح‌واره مفهومی منفرد یکی سازی (ادغام) شد، که ابرمجموعه همهٔ آن دیدهای خارجی است. یک مدل داده به اندازه دید هر فرد می‌تواند به هم پیوسته باشد، اما این موضوع می‌تواند آن مدل را غیر انعطاف‌پذیر کند. یعنی اگر جهان آن فرد تغییر کند، باید مدل نیز تغییر کند. «مدل‌های داده مفهومی» یک دیدگاه انتزاعی‌تری اتخاذ کرده‌اند، که در آن اشیای بنیادی را شناسایی می‌کنند، که آن اشیایی که یک فرد با آن سروکار دارد تنها مثالی از آن اشیای بنیادی اند.
این مدل امکان ایجاد آنچه که ارث بری در اصطلاح‌های شیء گرا نام دارد را فراهم می‌کند. مجموعه نمونه‌های یک کلاس موجودیت می‌تواند به کلاس‌های موجودیت به نوبه خود تقسیم شوند. بنابراین هر نمونه از کلاس موجودیت زیرنوع همچنین نمونه ای از کلاس موجودیت ابرنوع می‌باشد. هر نمونه از کلاس موجودیت ابرنوع، یک نمونه از یکی از کلاس‌های موجودیت زیرنوع خواهد بود.
روابط ابرنوع/زیرنوع می‌تواند هم انحصاری و هم غیر انحصاری باشد. یک روش(اسلوب) لازم است تا هر نمونه از ابرکلاس «تنها» یک نمونه از یک زیرنوع باشد. به صورت مشابه یک رابطه ابرکلاس/زیر کلاس می‌تواند جامع باشد یا نباشد. تنها در صورتی جامع است که روش (اسلوب) آن رابطه الزام کند که هر نمونه از یک ابرنوع «باید حتماً» یک نمونه از یک زیرنوع باشد. یک زیرنوع با نام «بقیه» معمولاً لازم است.

## مثال‌هایی از روابط
- یک «فرد» می‌تواند در یک یا بیشتر «سفارش» یک «فروشنده» باشد.
- هر «سفارش» باید فقط و فقط از یک «فرد» باشد.
- «فرد» زیرنوعی از «جمعیت» است. (یعنی هر نمونه از «فرد» همچنین یک نمونه از «جمعیت» است.)
- هر «کارمند» می‌تواند یک «سرپرست» داشته باشد که او نیز همچنین یک «کارمند» است.

## نمودار ساختمان داده

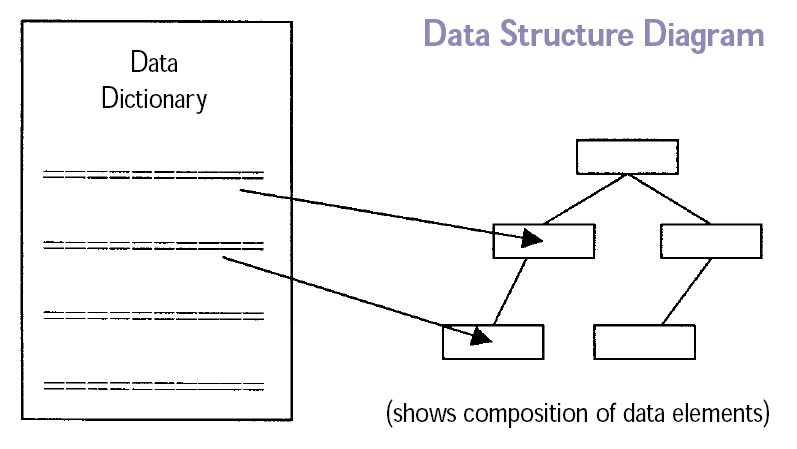
نمودار ساختمان داده.

یک نمودار ساختمان داده (به انگلیسی: data structure diagram) با کوته‌نوشت DSD یک مدل یا نمودار داده‌است که برای توصیف «مدل‌های داده مفهومی» به کار می‌رود. روش آن این است که نمادهای  گرافیکی ای را تهیه می‌بیند که موجودیت‌ها، و روابط آنها، و محدودیت‌هایی که به آنها متصل است را مستندسازی می‌کند.